# Ditylomorphus blasae
Ditylomorphus blasae es una especie de coleóptero de la familia Oedemeridae.

## Distribución geográfica
Habita en Sudáfrica.